# Tass
Tass je selo i općina u središnjoj Mađarskoj.
Zauzima površinu od 74,725 km četvornih.

## Zemljopisni položaj
Nalazi se u regiji Južni Alföld, na 47°1' sjeverne zemljopisne širine i 19°1' istočne zemljopisne dužine. 

## Upravna organizacija
Upravno pripada kunsentmikloškoj mikroregiji u Bačko-kiškunskoj županiji. Poštanski broj je 6098.

## Stanovništvo
U Tassu živi 2997 stanovnika (2002.).

## Vanjske poveznice
- (mađ.) Légifotók Tassról